# Chimarra palaenova
Chimarra palaenova là một loài Trichoptera hóa thạch trong họ Philopotamidae.